# Martin Heidegger
Martin Heidegger (Meßkirch, 1889. szeptember 26. – Freiburg im Breisgau, 1976. május 26.) német idealista filozófus, a 20. századi német filozófia egyik legnagyobb hatású egzisztencialista képviselője. Szubjektív idealista, az egzisztencializmus egyik megalapítója. Egyaránt foglalkoztatta a filozófia, a teológia, a pszichológia és az irodalomtudomány. Műveiben sajátos nyelvezetet használt és új szóértelmezést alkotott meg. Gondolkodásának középpontjában a lét, a létező és a semmi problémája áll. Az emberi egzisztencia és a világ viszonyát az elidegenedés fogalmából kiindulva vizsgálta. Jelentős hatást gyakorolt a teológiára és az irodalomra.
Életében kevés műve jelent meg, az életmű kiadatlan hagyatéka tetemes.

## Élete
Dél-Németországban, a fekete-erdei Meßkirchben született, katolikus családban. Tanulmányait Konstanzban kezdte, majd Freiburg im Breisgauban folytatta: 1909 és 1911 között teológiát tanult, de érdeklődése inkább a filozófia irányába fordult. 1911-től egészen 1913-ig természettudományi és filozófiai tanulmányokat folytatott, amiből doktori címet is szerzett. Freiburgban Heidegger előbb Husserlt hallgatta, majd doktori fokozatának megszerzése után nála lett asszisztens. Akadémiai pályafutását az első világháború kitörése megszakította: besorozták katonának, azonban egészségi problémák miatt két hónap múlva felmentették. 1916-ban habilitált Duns Scotus kategória és jelentéstana című munkájával. Ebben egy, a skolasztikában tárgyalt problémát kívánt a „modern kutatás perspektívájába állítani”. A mű előszavában tanárának, a katolikus történész Henrich Finkének mondott köszönetet.
Még abban az évben barátságot kötött Edmund Husserllel, akinek Logikai vizsgálódások című műve nagyban befolyásolta filozófiáját: Husserl vezette be a fenomenológiába. Később azonban elvált érdeklődési területük.
1917-ben feleségül vette egyik tanítványát, Thea Elfride Petrit. 1918-ban újból behívták katonának. Hat hét frontszolgálat és kórházi tartózkodás után, 1915 tavaszától 1918 tavaszáig a freiburgi postaellenőrző állomáson dolgozott, majd rövid berlini tartózkodás után Verdunnél szolgált egy időjárás-ellenőrző állomáson. A háború végén visszatért Freiburgba, ahol bejelentette a katolicizmustól való elfordulását (1919. január 9.). A következő években Husserl asszisztenseként dolgozott, azonban gondolkodásában radikális fordulat ment végbe, és Husserl fenomenológiáját kritika alá vetette.

### Háború utáni évek
A háború után Heidegger új problematika kidolgozását helyezte előtérbe: ez a tényleges történeti élet a maga mindenkori konkréciájában. 1923–1928 között a marburgi egyetem professzora volt, ahol előadásokat tartott filozófiatörténetből, az időről, logikáról, fenomenológiáról, Platónról, Arisztotelészről, Hippói Szent Ágostonról, Aquinói Szent Tamásról, Kantról, Leibnizről és Kierkegaardról. Az „értelem” és a „jelentés” már nem alkotott különálló világot, ahogyan a transzcendentális – értékfilozófiai perspektíva fényében vázolta, hanem a mindenkori életben gyökerezik, és csak belőle ismerhető meg.
1927-ben jelent meg fő műve, a Lét és idő, amelyben a lét értelmére vonatkozó kérdést teszi fel, egy fundamentál-ontológia megalkotásának igényével. E mű zárja a ifjúkori évek útkeresésének az időszakát. A következő években (1929) számos más művet publikál (Mi a metafizika?, Kant és a metafizika problémája). E művekben már érezhető Heidegger a husserli fenomenológiától és a neo-Kantiánus eszméktől való elfordulása a fenomenológiai-ontológia felé.

### Heidegger és a nácizmus kapcsolata

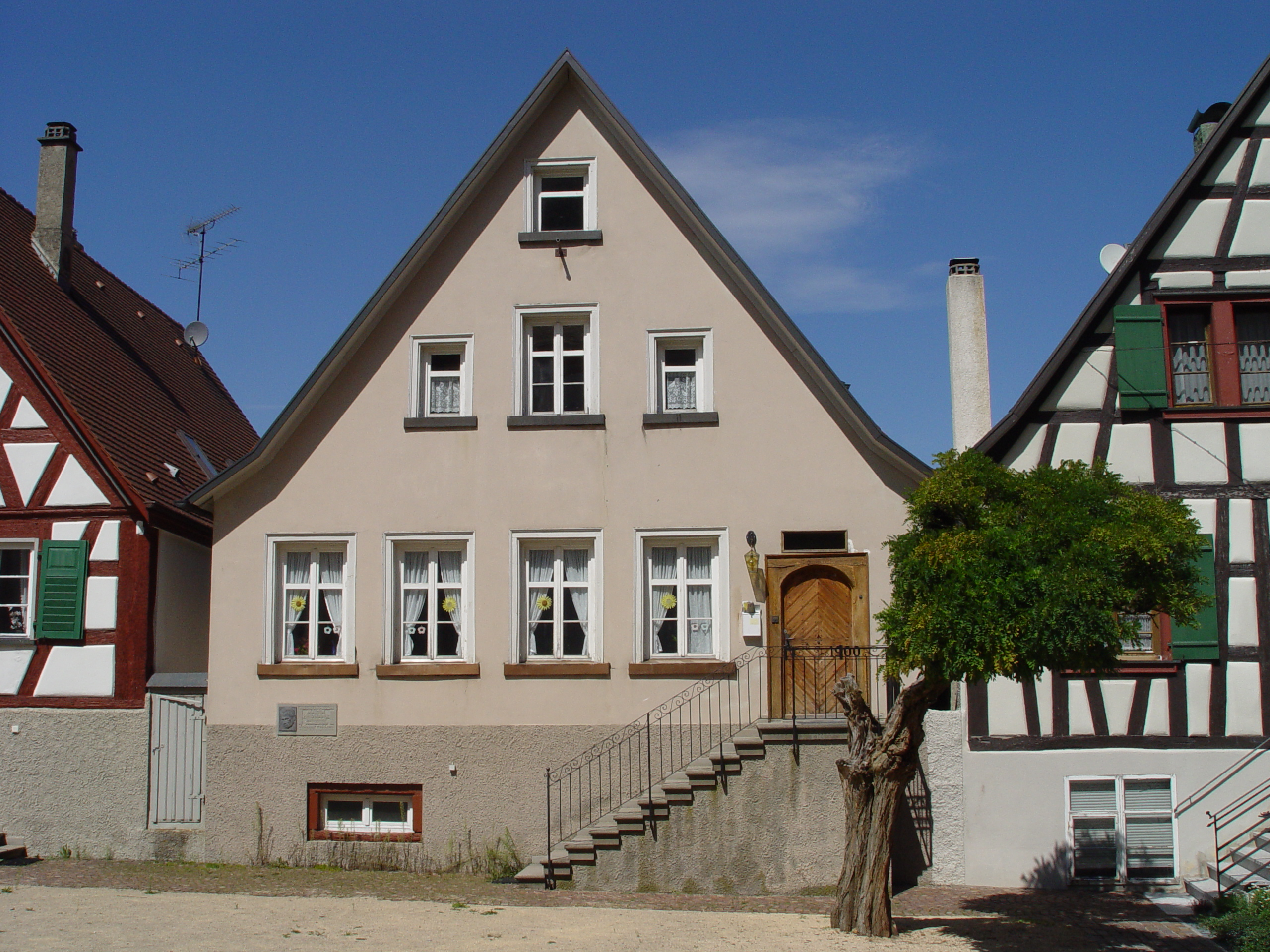
A Mesmerhaus Meßkirchben, ahol Heidegger fölnőtt

Az 1933-as nyári szemeszter elején tért vissza Freiburgba. Eközben a szociáldemokrata meggyőződésű Wilhelm von Möllendorff professzor, Heidegger szomszédja és barátja, április 16-án rektorként megkezdte hivatali működését. Két héttel később az akkori badeni kultuszminiszter felmentette hivatalából, mert a rektor megtiltotta az úgynevezett „zsidóplakát” kifüggesztését az egyetemen. Von Möllendorff még az elmozdítása napján megkereste Heideggert, hogy meggyőzze, vállalja el a rektori állást. Az akkori prorektor, Sauer is erre biztatta, mivel fennállt a veszélye, hogy egyébként egy pártfunkcionáriust neveznek ki helyette. Heidegger a választásra kitűzött nap elment a rektorátusra, közölni barátjával, hogy nem vállalja el a hivatalt, de ekkor már késő volt a visszalépéshez. Május elsején belépett a náci pártba, és annak a háború végéig tagja maradt.
Heidegger hivatalba lépése után a második napon két kísérőjével megjelent a rektorátuson a diákvezető, és követelte a „zsidóplakát” kifüggesztését, amit ő elutasított. Néhány nappal később a legfelsőbb SA-vezetésben lévő SA egyetemi főosztálytól egy dr. Baumann nevű SA-Gruppenführer telefonon kereste meg, és hivatalából való eltávolítással, valamint az egyetem bezárásával fenyegette meg Heideggert, aki a badeni kultuszminiszter segítségnyújtásának megtagadása ellenére sem engedte továbbra sem kifüggeszteni a kérdéses plakátokat. Ám az 1933/34-es szemeszter kezdetén a helyi, freuburgi diáklapban a következőket mondta: „Létetek szabályai ne tantételek és eszmék legyenek. A Führer maga és csakis ő a mai és az eljövendő német valóság és annak törvénye.” Erről az 1967-es Spiegel interjúban így nyilatkozott: „Amikor a rektorátust átvettem, meg voltam győződve arról, hogy kompromisszumok nélkül nem boldogulok. Az említett mondatokat ma már nem írnám le. Hasonlókat már 1934-ben sem mondtam.”

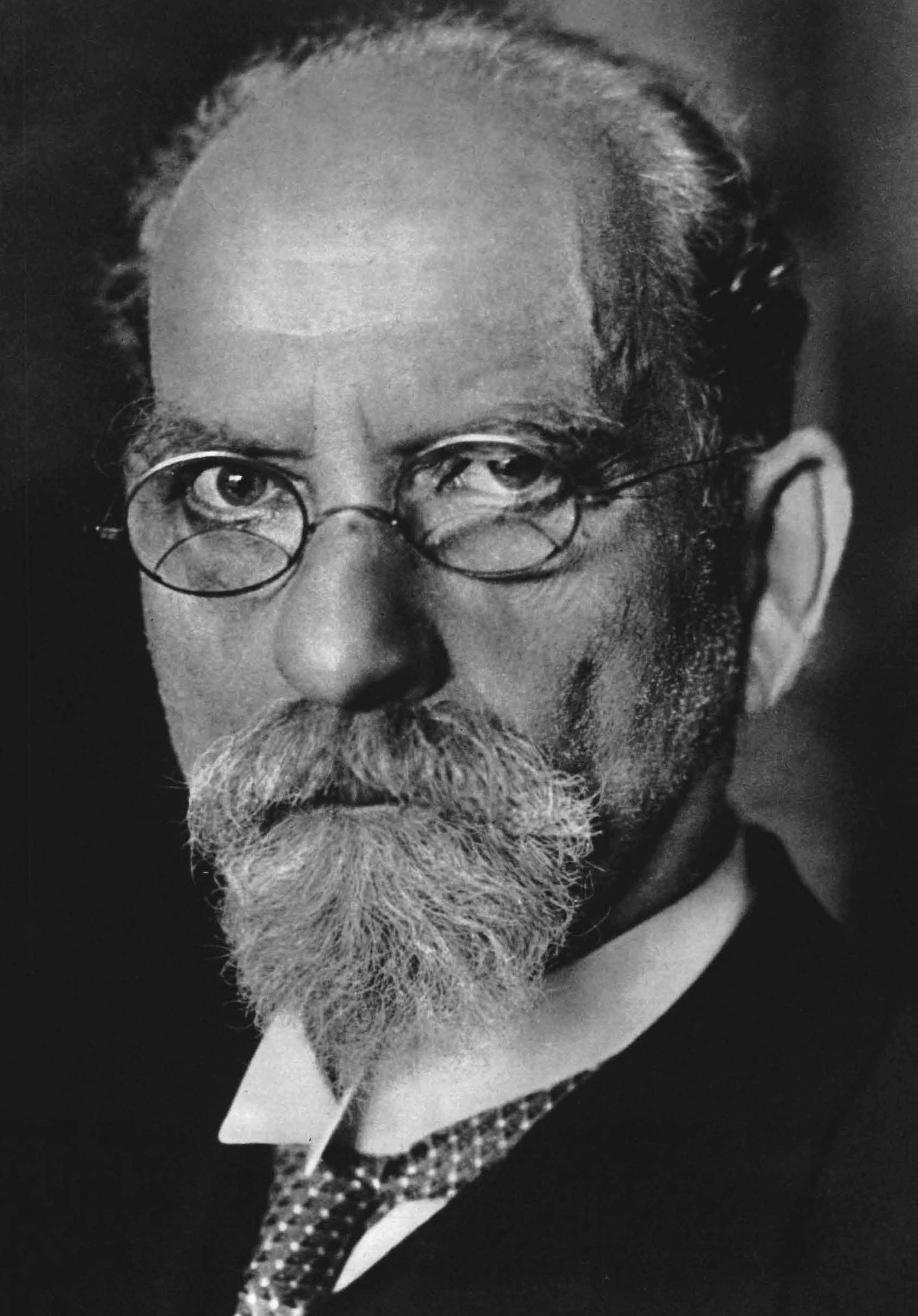
Edmund Husserl

A zsidó könyvek eltávolítására vonatkozó ismételt felszólításoknak sem tett eleget, sőt ezeket a szerzőket, főleg volt tanárát, Husserlt, éppúgy idézte és tárgyalta óráin, mint 1933 előtt. 1933 után is voltak zsidó hallgatói, kapcsolata ezen hallgatók némelyikével személyes volt. Legidősebb és legtehetségesebb hallgatói egyike volt Helene Weiss, aki később Skóciába emigrált. Diplomamunkájában, amelyet Bázelben 1942-ben tudott csak publikálni (Az okság és a véletlen Arisztotelész filozófiájában címmel), az előszó végén a következőket írja: „A fenomenológiai interpretáció azon kísérlete, melyet a mű első részében mutatunk be, lehetőségét M. Heidegger görög filozófiára vonatkozó kiadatlan interpretációinak köszönheti.”
Kapcsolata 1933 után volt tanárával, Edmund Husserllel megromlott; a vádak szerint annak zsidó származása miatt, ám a háttérben nem ez, hanem tárgyi különbségek álltak. A harmincas évek elején Husserl nyilvánosan leszámolt Heidegger és Max Scheler nézeteivel, egy a berlini sportarénában tartott előadásán.
Heidegger 1934 februárjában lemondott a rektorátusról. Az 1967-es Spiegel-interjúban erről így nyilatkozik: „Azzal a szándékkal, hogy az egyetem technikai szerveződését meghaladjuk, azaz a karokat belülről, tárgyi feladataikból kiindulva újítsuk meg, az 1933/34-es téli szemeszterre javasoltam fiatalabb és mindenekelőtt a szakterületükön kiemelkedő kollégák dékánná történő kinevezését az egyes karokon, mégpedig pártállásukra való tekintet nélkül. Így lett a jogi kar dékánja Erik Wolf professzor, a bölcsészettudományi kar dékánja Schadewaldt professzor, a természettudományi kar dékánja Soergel professzor, az orvostudományi kar dékánja, von Möllendorff professzor, akit tavasszal mozdítottak el rektori hivatalából. De már 1933 karácsony táján világossá vált számomra, hogy az egyetem előttem lebegő megújítását se a kollégák részéről megnyilvánuló ellenállással szemben, se a párttal szemben nem tudnám keresztülvinni. A kollégák például rossz néven vették tőlem, hogy a hallgatókat bevontam az egyetem felelős irányításába éppúgy, ahogy ma történik. Egy napon Karlsruhéba hívattak, ahol a miniszter miniszteri tanácsosán keresztül a körzeti diákvezető jelenlétében azt követelte, hogy a jogi és az orvostudományi karok dékánjait más, a pártnak tetsző kollégákkal váltsam fel. Ezt a sértő kívánságot elutasítottam, és kilátásba helyeztem lemondásomat a rektori hivatalról, ha a miniszter ragaszkodik követeléséhez. Ez történt. Ez 1934 februárjában volt. Tíz hónapi hivatali idő után mondtam le, miközben a rektorok akkoriban kettő vagy több évig maradtak hivatalukban. Amíg a bel- és külföldi sajtó a legkülönbözőbb módon kommentálta a rektori hivatal átvételét, lemondásomat elhallgatták.”
Lemondása után oktatói feladataira korlátozta tevékenységét. 1934 nyári szemeszterében logikát adott elő, a következő szemeszterben tartotta az első Hölderlin-előadást, 1936-ban kezdődtek a Nietzsche-előadások – ez már harc volt a nemzetiszocializmussal. Mindeközben állandóan megfigyelték, írásait nem volt szabad ismertetni. Az 1936-ban, Rómában tartott Hölderlin-előadását megtámadták a Hitlerjugend Wille und Macht című folyóiratában. Német oldalról nem delegálták az 1934-es prágai Nemzetközi Filozófuskongresszusra, ahogyan az 1937-es párizsi Descartes-kongresszusra sem. A Mi a metafizika és Az igazság lényegéről című előadásai cím nélküli borítóval, pult alól kerültek árusításra. Ezekből kiderül, hogy Heidegger a nemzetiszocialista eszmékkel eleinte részben egyetértett ugyan – a faji megkülönböztetéssel sosem –, de igen hamar, még a háború kitörése előtt szakított ezekkel az eszmékkel.
A következő években (1940–1970) több művet is publikált. Idejének nagy részét fekete-erdei házában töltötte, de Görögországba is ellátogatott, kétszer is, 1966-ban és 1967-ben. 1966-ban Heidegger interjút adott a Der Spiegelnek Csak egy isten tud megmenteni minket címmel a náci hatalommal való kapcsolatáról, a cikk azonban csak a halála után 10 évvel jelent meg.
1976. május 26-án halt meg, a messkirchi templom kertjében van eltemetve.

## Filozófiája
Heidegger élete során két nagyobb lélegzetű, összefüggő könyvet írt: a Lét és Időt és a Hozzájárulások a filozófiához című művet. Ez utóbbi mű, Heiddegger rendelkezése szerint, csak halála után jelent meg nyomtatásban.

### Első korszak
Heidegger filozófiája a lét problémájának a tárgyalásával kezdődik. A létre vonatkozó kérdéssel először 18 éves korában, Franz Brentano Von der mannigfachen Bedeutung des Seienden nach Aristoteles című 1862 -es disszertációjában találkozott. Bár Arisztotelész nem használta a 'metafizika' kifejezést, de ezzel a címmel ellátott művében több helyen beszél egy olyan tudományról (ún. „első filozófiáról”) amelynek a tárgya a lét mint lét és annak meghatározásai. Heidegger erre az Arisztotelész által felállított metafizika-eszmére épített: Arisztotelész szerint a lét többféle értelemben is felfogható, így Heidegger számára a következő kérdések adódtak: mi a lét végső meghatározása? Mi az alaplét?
Filozófiájának kialakulására Arisztotelész mellett, Carl Braig gondolkodása volt befolyásoló hatással. Heidegger még gimnáziumi évei alatt olvasta Braig Vom Sein. Abriß der Ontologie (1896) című művét. Braig tanítása a katolicizmus védelmezése a pozitivizmussal és az újkori filozófiával szemben: az ontológiát, mint első filozófiát alapnak tekinti, s így Heidegger megerősítve látta magát abban a vélekedésében, hogy a lét a filozófiának nemcsak elsődleges, központi, hanem az összes többi diszciplínának is, fundamentumként szolgáló témája.

#### Alétés alétezőkülönbsége és megismerhetősége
Heidegger különbséget tesz a létező és a lét között, e különbséget ontológiai különbségnek nevezi. A különbség abban áll, hogy különbség van a létező és annak alapja, azaz a lét között: a lét a létező alapja, áthatja és felülmúlja azt. A lét maga transzcendens, túl van minden létezőn, egyszerre van róla tudásunk meg nem-tudásunk is: „Nem tudjuk a lét mit jelent. De ha megkérdezzük »mi a lét?«, már benne tartjuk magunkat a »van« megértésében anélkül, hogy fogalmilag képesek lennénk rögzíteni, hogy mit is jelent”.
A létezőt úgy határozta meg: mint ami különbözik a semmitől: „létező mindaz amiről beszélünk, amit gondolunk, amihez valahogyan viszonyulunk, létező az is, ami és ahogyan mi vagyunk.”

#### Ajelenvalólét
A filozófiában, Heidegger az emberből indul ki, fogalmilag jelenvalólétként megragadva, mivel a maga léte, amennyiben a léthez viszonyul, a létmegértés által tűnik ki: „Magát a létet amelyhez a jelenvalólét mint sajátjához így vagy úgy viszonyulhat, és valahogyan mindig viszonyul, egzisztenciának nevezzük”. Az egzisztenciát (a jelenvalólétet) maga a jelenvaló határozza meg. Mindeközben megvan rá a lehetősége, hogy megnyerje vagy elveszítse önmagát, az a hatalmában áll, hogy megvalósítsa magát.
A jelenvalólét nem vezethető le egy általános előzetes lényegből. A jelenvalólét létkarakterei egzisztenciákkal ragadható meg. A jelenvalólét állapota a világban benne lét, abban az értelemben, hogy jól ismerni, kapcsolatban lenni valamivel, ami a gondoskodás egzisztenciáléjával ragadható meg. A jelenvaló lét azonban együttlét is, azaz annak a lehetősége, hogy az együttes jelenvalólét előfordulhasson. A világban benne lét: feltárultság. A jelenvalólét feltárult lét: önmaga számára jelen van és megvilágítja a tőle különböző létezőket. A feltárultság azt jelenti, hogy a jelenvalólét igazság és nem-igazság egyszerre. A feltárult léthez még három egzisztenciálé tartozik: diszpozíció, megértés és a beszéd.
Heidegger a szorongásban talál olyan diszpozíciót, amelyben a jelenvalólét önmagával és legsajátabb lehetőségeivel szembesül. A szorongás „valamitőlje” nem világon belüli meghatározottság hanem a világban benne lét mint olyan. Ebben a jelenvalólét saját magára vetül vissza, megszabadul az akárki uralmától s így felszabadul a saját lenni tudása. A szorongásban feltárul a jelenvalólétnek a végessége és semmisége is, amelyben megtapasztalhatja a halálhoz való létet. A jelenvalólét struktúrájának a megértése arra a kérdésre adott válasszal zárul, amely a jelenvalólét egységét a gondolatban lehetségessé teszi, de csak annyiban, amennyiben a jelenvalólét vállalja magát úgy, ahogyan egykor már volt, azaz voltságában csak akkor fog tudni a jövőben úgy közeledni magához, hogy önmagába térjen vissza.
A nihilizmus okát abban látta, hogy a metafizika már Platóntól kezdve megfeledkezett az ontológiai különbségekről, s létezőként kezelték a létet. A metafizika csak a dolgokat vizsgálta, csak azt kutatta, hogy mi van, és közben megfeledkezett arról a kérdésről, hogy mit is jelent a levés.

### Második korszak: a „fordulat”

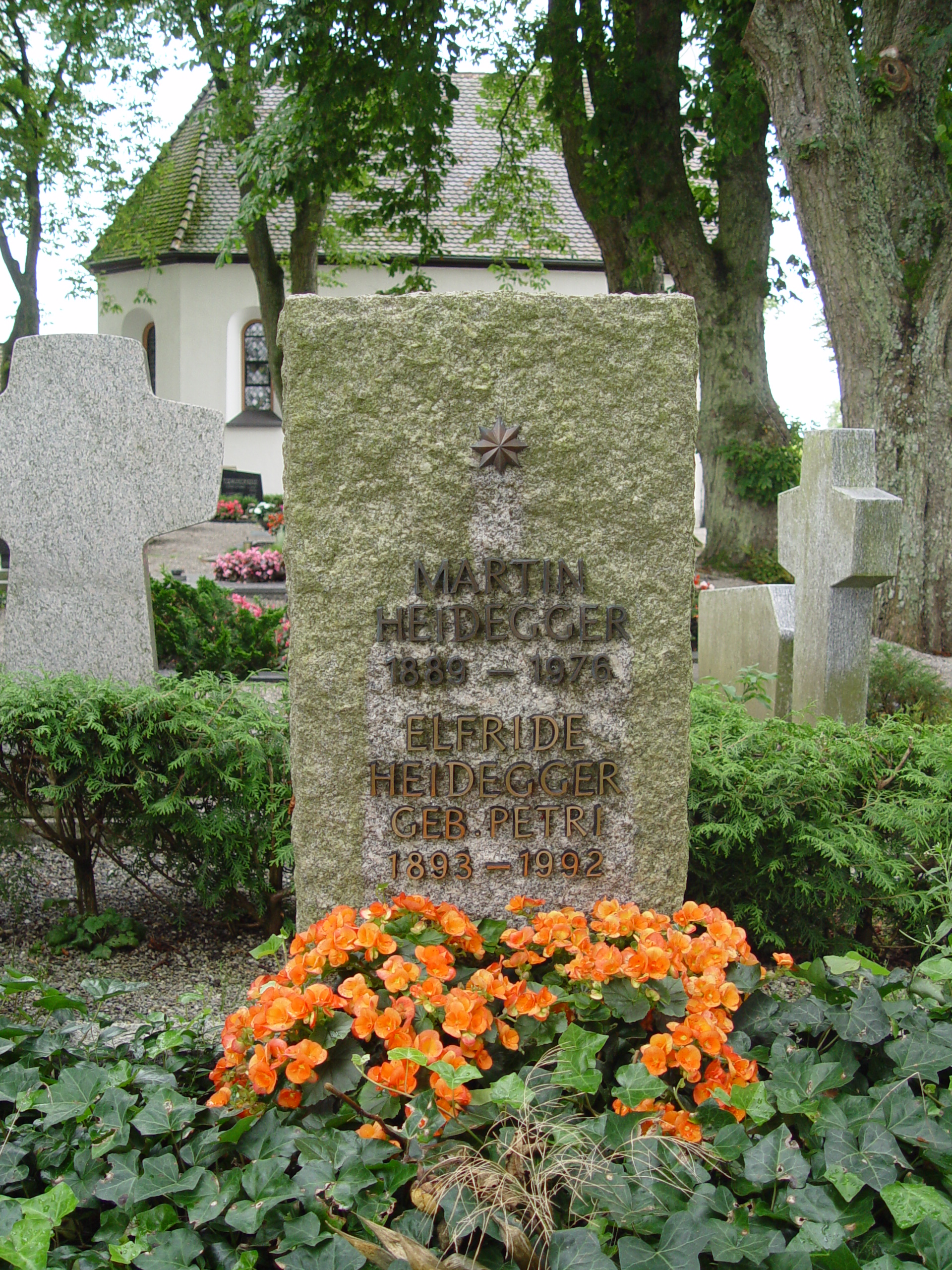
Heidegger és felesége sírja Meßkirchben, a katolikus templom temetőkertjében

Míg első filozófiai tanulmányai az arisztotelészi – skolasztikus filozófia nézőpontjából íródtak, az 1930-as években változás ment végbe Heidegger gondolkodásában, amit maga „fordulatnak” nevezett, és az antipszichologizmus szószólójává vált. Első ilyen jellegű műve a Die Lehre vom Urteil im Psychologismus, melynek témája az ítélet elmélete volt, ugyanis Heidegger szerint ez a logika őseleme s a pszichikai és logikai közti különbségnek e téren kell a legerősebben megmutatkoznia, a logikának ez az ítélet az alapja. E mű írásának idején már Husserlt is említi, mélyrehatóan tanulmányozta művét, a Logikai vizsgálódásokat (1916).
A „fordulat” utáni gondolkodásában már nem annyira az ittlét kérdése, hanem maga a lét fontos. Ennek a létnek az ittlét „csak” pásztora, nem ura: rá van bízva, de ez a rábízás nem jelent keveset. Heidegger kései gondolkodásának középpontjában az úgynevezett léttörténet áll, amely nem más, mint az a törekvés, hogy a létet nem az ittlét egzisztálásából kell kivonni, hanem követni kell azt az utat, amelyet ez (a létkérdés) a filozófusoknál bejárt. Mivel a kései Heidegger szerint a lét nemcsak megmutatkozik, de minduntalan el is rejtőzik (visszavonja magát), e rejtőzés is beszédes lehet. A létről vallott gondolatok a különböző gondolkodóknál vagy állapotokban a lét történő megmutatkozását-elrejtezését hivatottak bemutatni. S mivel a filozófusok mindig ugyanazt mondják (de nem az azonosat), a létfeledettség ellenére megszólaltatható bennük a lét maga. Hiszen a lét állandóan megszólítja az ittlétet azáltal, hogy beleveti a lét tisztásába. Ilyen és ehhez hasonló költői gondolatok jellemzik a kései Heidegger gondolkodását.

## Főbb művei
- Sein und Zeit (Lét és Idő)
- Was ist Metaphysik? (Mi a metafizika?)
- Brief über Humanismus (Levél a humanizmusról)

## Művei magyarul
- Teremtő, teremtmény; ford. Zoltán József; Egyetemi Ny., Budapest, 1945 (Az Egyetemi Nyomda kis tanulmányai)
- Szemelvények a mai burzsoá filozófiából 1.; szöveg Jean-Paul Sartre, Martin Heidegger, Karl Jaspers; s. n., Budapest, 1965
- A műalkotás eredete; jegyz. Ara-Kovács Attila, bev. Hans-Georg Gadamer, ford. Bacsó Béla; Európa, Budapest, 1988 (Mérleg)
- Lét és idő; előszó Fehér M. István, ford. Vajda Mihály et al., görög és latin szöveggond. Horváth Judit; Gondolat, Budapest, 1989 (Gondolkodók) ISBN 963-389-609-6
- Útban a nyelvhez. Egy japán és egy kérdező párbeszédéből; utószó Almási Miklós, Tillmann J. A., ford. Tillmann J. A.; Helikon, Budapest, 1991 (Helikon stúdió) ISBN 963207663X
- Az idő fogalma / A német egyetem önmegnyilatkozása / A rektorátus 1933/34.; ford., bev. Fehér M. István; Kossuth, Budapest, 1992 ISBN 963-09-3541-4
- Schelling értekezése az emberi szabadság lényegéről; ford. Boros Gábor; T-Twins, Budapest, 1993 (Athenaeum-könyvek) ISBN 963-7977-12-0
- "...költőien lakozik az ember...". Válogatott írások; vál., szerk. Pongrácz Tibor, ford. Bacsó Béla et al.; T-Twins–Pompeji, Budapest–Szeged, 1994 (Athenaeum-könyvek) ISBN 963-7977-48-1[16]
- Költemények a gondolkodás tapasztalatából. Németül és magyarul; ford. Keresztury Dezső, vál., szerk. Ferge Gábor; Klasszikus Filozófia Barátainak Egyesülete, Budapest, 1995 ISBN 963-04-5872-1
- Bevezetés a metafizikába. Teljes, gondozott szöveg; ford. Vajda Mihály; Ikon, Budapest, 1995 (Matúra. Bölcselet)
- Magyarázatok Hölderlin költészetéhez; ford., utószó Szabó Csaba; Latin Betűk, Debrecen, 1998 ISBN 963-85845-3-X
- A dolog és A nyelv. Két tanulmány; ford. Joós Ernő; Sylvester János Könyvtár, Sárvár, 1998 ISBN 963-03-9741-2 (magyar-német nyelven)
- Bevezetés a metafizikába, Raabe Kiadó, 2000 ISBN 963-7948-82-1
- Kant és a metafizika problémája; ford. Ábrahám Zoltán, Menyes Csaba; Osiris, Budapest, 2000 (Horror metaphysicae) ISBN 963-379-631-8
- A fenomenológia alapproblémái; ford. Demkó Sándor, görög és latin szöveggond. Ábrahám Zoltán; Osiris–Gond-Cura Alapítvány, Budapest, 2001 (Sapientia humana) ISBN 963-379-888-4
- Lét és idő; ford. Vajda Mihály et al., görög és latin szöveggond. Horváth Judit; Osiris, Budapest, 2003 (Sapientia humana)
- Útjelzők; szerk., jegyz., utószó Pongrácz Tibor, ford. Ábrahám Zoltán et al.; Osiris, Budapest, 2003 (Sapientia humana) ISBN 963-7990-13-5
- A metafizika alapfogalmai. Világ, végesség, magány; ford. Aradi László, Olay Csaba, szerk., jegyz., utószó Pongrácz Tibor; Osiris, Budapest, 2004 (Sapientia humana) ISBN 963-389-607-X
- Rejtekutak; ford. Ábrahám Zoltán et al., szerk., jegyz., utószó Pongrácz Tibor; Osiris, Budapest, 2006 (Sapientia humana) ISBN 963-389-841-2
- Lét és idő; ford. Vajda Mihály et al., görög és latin szöveggond. Horváth Judit; 2. jav. kiad.; Osiris, Budapest, 2007 (Sapientia humana)

### Martin Heidegger művei az interneten
- Martin Heidegger: Kérdés a technika nyomán
- Martin Heidegger: Tudomány és eszmélődés
- Martin Heidegger: Útban a nyelvhez. Egy japán és egy kérdező párbeszédéből készült előadás – NóLAND SZÍNHÁZ – hangsávja
- Martin Heidegger: A metafizika meghaladása (részletek)
- Martin Heidegger: Alkotó tájék – miért maradunk vidéken?
- Martin Heidegger: A művészet eredete és a gondolkodás rendeltetése (ELTE)

### Martin Heideggerről az interneten
- Buji Ferenc: Nihilizmus metafizikai álruhában. Az érték heideggeri elmélete. In: Új Forrás, 2016/2. 33–49.
- Tillmann J. A.: Túl a technikai tájon. Heidegger és Japán
- Tillmann J. A.: Heidegger és a "hegyi valóság"
- Tillmann J. A.: Bevezetés a csendességbe. Heidegger és a tea-út
- Internet Encyclopedia of Philosophy – Heidegger

## Szakirodalom
- Suki Béla: Martin Heidegger filozófiájának alapkérdései. Budapest: Gondolat, 1976
- Fehér M. István: Heidegger Útja a Lét és időig; In: Martin Heidegger: Lét és idő; Gondolat Kiadó, Budapest, 1989. ISBN 963-282-236-6
- Utak és tévutak. Előadások Martin Heideggerről (szerk. Fehér M. István, ford. Egyedi András, Farkas János László, Zalán Péter), Atlantisz Könyvkiadó, Budapest, 1991, ISBN 96-37978-05-4 (a katalógusokban formailag hibás ISBN-nel szerepel) ISBN 963-7978-05-2 (Kísértések sorozat) ISSN 0866-0352
- Fehér M. István: Martin Heidegger. Budapest: Kossuth, 1984, 2. bőv. kiad.: Budapest: Göncöl, 1992
- Vajda Mihály: A posztmodern Heidegger; T-Twins–MTAK Lukács Archívum–Századvég, Budapest, 1993 (Alternatívák)
- András Sándor: Heidegger és a szent; Osiris-Századvég–Gond, Budapest, 1994 (Horror metaphysicae)
- SH Atlasz (Filozófia) Budapest, Springer Hungarica, 1994. ISBN 963-85962-3-6
- 33 híres bölcseleti mű. Budapest: Móra Kiadó, 1995. ISBN 963-11-7278-3
- Ferge Gábor: A költészet mint a lét nyelve a filozófia és a teológia határterületén. Utószó; Societas Philosophia Classica, Budapest, 1995
- Jacques Derrida: A szellemről. Heidegger és a kérdés; ford. Angyalosi Gergely, Babarczy Eszter; Osiris, Budapest, 1995 (Horror metaphysicae)
- Turay Alfréd: Filozófiatörténeti vázlatok. Budapest: Szent István Társulat, 1996. ISBN 963-360-843-0
- Sziklai László: Heidegger és az ínség kora. Gondolkodás és költés; Osiris, Budapest, 1997 (Horror metaphysicae)
- Loboczky János: A műalkotás: "A létben való gyarapodás". A művészet "valósága" három XX. századi művészetfilozófiában: Lukács György, Martin Heidegger, Hans Georg Gadamer; Akadémiai, Budapest, 1998
- Joós Ernő: "Magyar" Heidegger; Sylvester János Könyvtár, Sárvár, 1998
- Fehér M. István: Heidegger és a szkepticizmus. A szkeptikus kételyen át a hermeneutikai kérdésig; Korona Nova, Budapest, 1998
- André Scrima: Az idegen és a zarándok; ford. Selyem Zsuzsa, előszó Balassa Péter, szerk. Visky András; Koinónia, Kolozsvár, 1999 (Sermo)
- Pierre Bourdieu: Martin Heidegger politikai ontológiája; ford. Szalay Tímea; Jószöveg Műhely, Budapest, 1999 (Jószöveg könyvek)
- Schwendtner Tibor: Heidegger tudományfelfogása. Az 1919–1929-es időszak írásainak tükrében; Osiris–Gond Alapítvány, Budapest, 2000 (Horror metaphysicae)
- Rüdiger Safranski: Egy némethoni mester. Heidegger és kora; ford. Rácz Péter, Schein Gábor, Tatár Sándor; Európa, Budapest, 2000 (Memoria mundi)
- Joós Ernő: Hogy születik a gondolat? Heidegger nyomában; Sylvester János Könyvtár, Sárvár, 2001
- Krémer Sándor: Miért lett Heidegger Heideggerré?; Librarius, Kecskemét, 2001
- Csejtei Dezső: A halál hermeneutikája. A korai Heidegger filozófiai thanatológiája; Veszprémi Humán Tudományokért Alapítvány, Veszprém, 2001 (Carmen saeculare)
- Elżbieta Ettinger: Hannah Arendt – Martin Heidegger. Egy kapcsolat története; ford. Berényi Gábor; Osiris, Budapest, 2001 (Osiris zsebkönyvtár)
- Schwendtner Tibor: Szabadság és fenomenológia. Tanulmányok Husserlről és Heideggerről; L'Harmattan, Budapest, 2003 (A filozófia útjai)
- Király V. István: Kérdő jelezés. Több-csendbeni alkalmazott filozófiai zaj-háborítás a szabad(ság) kérdezés(é)ben; Kalligram, Pozsony, 2004
- Kósa István: Szolidaritás és gondolkodás; Presa Universitară Clujeană, Cluj-Napoca, 2007
- Schwendtner Tibor: Husserl és Heidegger. Egy filozófiai összecsapás analízise; L'Harmattan–Magyar Daseinanalitikai Egyesület, Budapest, 2008 (Dasein könyvek)
- Emmanuel Faye: Heidegger. The Introduction of Nazism into Philosophy in Light of the Unpublished Seminars of 1933–1935, Yale University Press, 2009
- Schwendtner Tibor: Eljövendő múlt. Genealógia Nietzschénél, Husserlnél és Heideggernél; L'Harmattan–M. Daseinanalitikai Egyesület, Budapest, 2011 (Dasein könyvek)
- Lengyel Zsuzsanna Mariann: A végesség hermeneutikája. Az idő mint filozófiai probléma Martin Heidegger gondolkodásában; L'Harmattan–Magyar Filozófiai Intézet, Budapest, 2011 (Cogito könyvek)
- Filozófia mint de(kon)strukció: Heidegger és Derrida; szerk. Nyírő Miklós; L'Harmattan–Magyar Filozófiai Társaság, Budapest, 2012 (A filozófia útjai)
- Gion Condrau: Freud és Heidegger. Daseinanalitikai neurózistan és pszichoterápia; ford. Török Tamás, Váradi Péter; TIT Kossuth Klub Egyesület–Magyar Daseinanalitikai Egyesület–L'Harmattan, Budapest, 2013 (Dasein könyvek)
- Kerekes Erzsébet: Az idő kairologikus jellege. A heideggeri hermeneutikai fenomenológiában; Egyetemi Műhely–Bolyai Társaság, Kolozsvár, 2013 (Doktori dolgozatok. Bolyai Társaság)
- Kicsák Lóránt: A jelenlét-problematika Derridánál és Heideggernél; EKF Líceum, Eger, 2014 (Pandora könyvek)
- Halász Hajnalka: Nyelvi differencia megkülönböztetés és esemény között. Jakobson, Luhmann, Humboldt, Gadamer, Heidegger; Ráció, Budapest, 2015
- Schwendtner Tibor: Heidegger és a nemzetiszocializmus. Tanulmányok; L'Harmattan–Magyar Daseinanalitikai Egyesület, Budapest, 2016 (Dasein könyvek)
- Filozófia és nemzetiszocializmus. Értelmezések és kontextusok; szerk. Gedő Éva, Schwendtner Tibor; L'Harmattan–Magyar Daseinanalitikai Egyesület, Budapest, 2016 (Dasein könyvek)
- Hatalom és filozófia. Hermeneutikai, fenomenológiai megközelítések; szerk. Schwendtner Tibor; L'Harmattan–Magyar Daseinanalitikai Egyesület, Budapest, 2016 (Dasein könyvek)
- Kulcsár-Szabó Zoltán: Szinonímiák: Közeledések Heideggerhez. Budapest: Ráció. 2016.
- Patsch Ferenc: Hermeneutika: A filozófia jövője és a jövő teológiája. Budapest: Jezsuita. 2016.  = Isten és tudomány,
- Gedő Éva – Schwendtner Tibor: Filozófia és nemzetiszocializmus: Értelmezések és kontextusok. Budapest: L'Harmattan. 2017.  = Dasein könyvek,  ISBN 9789634142355
- Schwendtner Tibor: Hatalom és filozófia: Hermeneutikai, fenomenológiai megközelítések. Budapest: L'Harmattan. 2017.  = Dasein könyvek,  ISBN 9789634142317
- Lengyel Zsuzsanna Mariann: Hermeneutika és kritikai filozófia. Kant, Heidegger, Gadamer; L'Harmattan–MTA-ELTE Hermeneutika Kutatócsoport, Budapest, 2018 (A filozófia útjai) ISBN 9789634144915
- Petki Pál: Fundamentálontológiai és léthorizonti időbeliség. Hipotézis(ek) a heideggeri kettős időbeliségről; Egyetemi Műhely–Bolyai Társaság, Kolozsvár, 2019 (Doktori dolgozatok)
- Nyírő Miklós: Medialitás, eseményontológia, gyakorlat: Hermeneutikai útkeresések. Budapest: L'Harmattan. 2020.  = A filozófia útjai,  ISBN 9789634146247
- Tóth Gábor: Heidegger Kant-értelmezése; Gondolat, Budapest, 2020
- Csergő Antal: Az életvilág problémája Husserl, Heidegger és Patočka filozófiájában; Egyetemi Műhely–Bolyai Társaság, Kolozsvár, 2021 (Doktori dolgozatok. Bolyai Társaság)
- Busku Szilvia: A szorongás mint önsorsjavító lehetőség; Gondolat, Budapest, 2022
- Busku Szilvia: Tiszta vonatkozások. Adalékok Heidegger filozófiájához; Gondolat, Budapest, 2024